# Списак ромских насеља
Ово је листа насеља у којима Роми чине већину становништва.

## Бугарска
- Столипиново, четврт Пловдива и једна од највећих Ромских заједница на Балкану.

## Чешка
- Чанов, градска четврт Рудолица над Билином, насељена Ромима

## Северна Македонија
- Шуто Оризари, општина са ромском већином.

## Румунија
- Цем Роменго, област Тргу-Жиуа и симболична ромска држава проглашена 1997.

## Србија
- Депонија, градска четврт Београда насељена Ромима.
- Говеђи Брод, градска четврт Београда насељена Ромима.
- Јатаган мала, бивша градска четврт Београда насељена Ромима.
- Маринкова Бара, градска четврт Београда насељена Ромима.
- Бангладеш, градска четврт Новог Сада насељена Ромима.
- Депресија, део Новог Сада насељен Ромима.
- Шангај, градска четврт Новог Сада насељена Ромима.
- Велики Рит, градска четврт Новог Сада насељена Ромима.
- Мали Лондон, градска четврт Панчева насељена Ромима.
- Мали Кривак, градска четврт Смедерева насељена Ромима.
- Лицика, градска четврт Крагујевца насељена Ромима.
- Мечковац-, део приградског насеља Маршић, део Крагујевца насељена Ромима.

## Босна и Херцеговина
- Томбак, насеље у Бијељини насељено претежно Ромима
- Циганлук, насеље у Бијељини насељено претежно Ромима
- Весели бријег, насеље у Бањој Луци насељено претежно Ромима